# Studánkový vrch
Studánkový vrch este o arie protejată (arie specială de conservare — SAC, sit de importanță comunitară — SCI) din Republica Cehă întinsă pe o suprafață de 12,31 ha, integral pe uscat.

## Localizare
Centrul sitului Studánkový vrch este situat la coordonatele 48°47′35″N 16°43′17″E / 48.793056°N 16.721389°E.

## Înființare
Situl Studánkový vrch a fost declarat sit de importanță comunitară în aprilie 2005 pentru a proteja 1 specie de animale. Situl a fost protejat și ca arie specială de conservare în martie 2014.

## Biodiversitate
Situată în ecoregiunea panonică, aria protejată nu include niciun habitat protejat.
La baza desemnării sitului se află o specie protejată de  nevertebrate: fluturele de noapte (Eriogaster catax).